# Demanda inducida

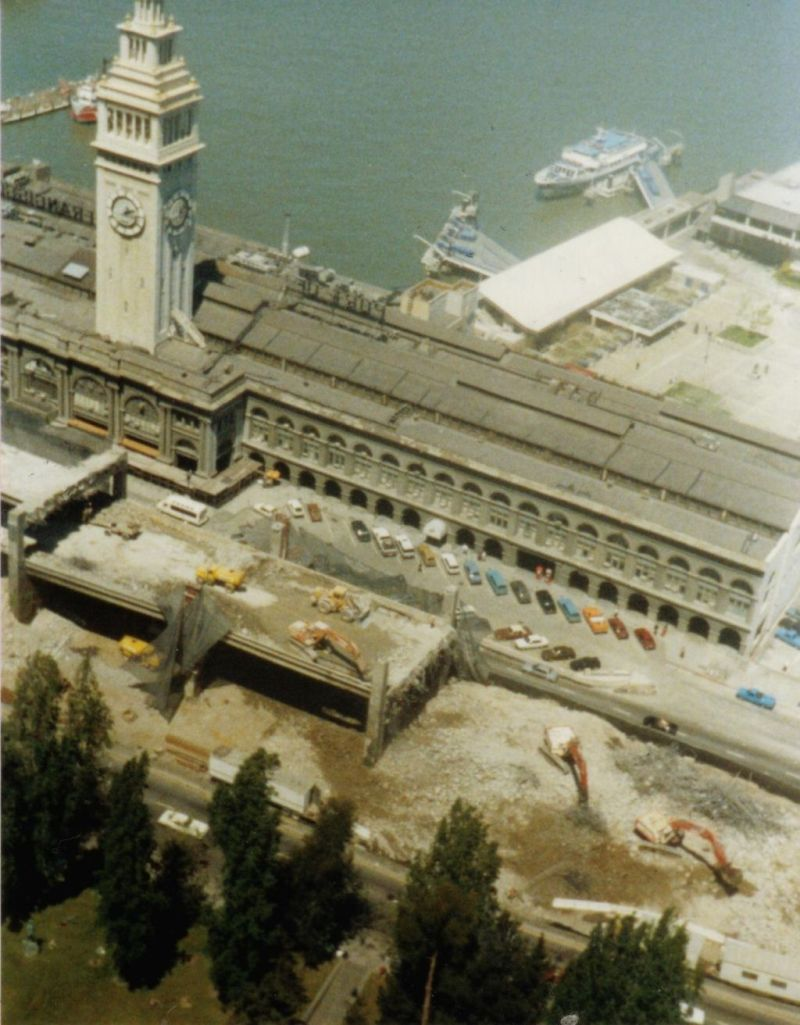
Parte de la autopista Embarcadero de San Francisco siendo derribada en 1991. La eliminación de la autopista ilustra el efecto inverso de la de demanda inducida, la "demanda reducida".

La demanda inducida o demanda latente es el fenómeno de que tras aumentar el suministro de un bien, se consume más. Esto es totalmente coherente con la teoría económica de la oferta y la demanda; sin embargo, esta idea se ha vuelto importante en el debate sobre la expansión de los sistemas de transporte y, a menudo, se usa como argumento contra el aumento de la capacidad del tráfico vial como una cura para la congestión. Este fenómeno, llamado tráfico inducido, es un factor que contribuye a la expansión urbana. El urbanista Jeff Speck ha llamado a la demanda inducida "el gran agujero intelectual en la planificación de la ciudad, la única certeza profesional que todos los que piensan parecen reconocer, aunque casi nadie está dispuesto a hacer algo al respecto".
El efecto inverso se conoce como demanda reducida.

## Efecto en sistemas de transporte
La demanda latente ha sido reconocida por los profesionales del tránsito durante muchas décadas, y se la denominó inicialmente "generación de tráfico". En los términos más simples, la demanda latente es la demanda que existe, pero, por una serie de razones, la mayoría de las cuales tiene que ver con la psicología humana, se suprime por la incapacidad del sistema para manejarla. Una vez que se agrega capacidad adicional a la red, la demanda que había estado latente se materializa como uso real.
El efecto fue reconocido ya en 1930, cuando un ejecutivo de una compañía de ferrocarriles eléctricos de San Luis, Misuri, le dijo a una Comisión de Encuestas de Transporte que el ensanchamiento de calles simplemente produce más tráfico y una congestión más pesada. En Nueva York, se vio claramente en el programa de construcción de autopistas de Robert Moses, el "maestro constructor" del área de la ciudad de Nueva York. Como describió el biógrafo de Moses, Robert Caro, en The Power Broker:
Durante los últimos dos o tres años antes de [la entrada de los Estados Unidos en la Segunda Guerra Mundial], algunos planificadores ... habían comenzado a comprender que, sin un sistema equilibrado [de transporte], las carreteras no solo no aliviarían la congestión del transporte pero lo agravaría. Al ver a Moses abrir Triborough Bridge para aliviar la congestión en Queensborough Bridge, abrir Bronx-Whitestone Bridge para aliviar la congestión en Triborough Bridge y luego ver el tráfico aumentar en los tres puentes hasta que los tres están tan congestionados como antes, los planificadores difícilmente podrían evitar la conclusión de que la "generación de tráfico" ya no era una teoría sino un hecho comprobado: cuantas más carreteras se construyeran para aliviar la congestión, más automóviles verterían en ellas y las congestionarían y esto forzaría la construcción de más carreteras, lo que generan más tráfico y se congestionan a su vez en una espiral cada vez más amplia que contiene las implicaciones más asombrosas para el futuro de Nueva York y de todas las áreas urbanas
El mismo efecto se había visto antes con las nuevas avenidas que Moses había construido en Long Island en los años 30 y 40, donde
...Cada vez que una nueva avenida era terminada, rápidamente se atascaba con tráfico, pero la carga en las avenidas existentes no disminuía.
Del mismo modo, la construcción del Túnel Brooklyn-Battery no pudo aliviar la congestión en el túnel Queens-Midtown y los tres puentes de East River, como Moses había esperado. En 1942, Moses ya no podía ignorar la realidad de que sus caminos no estaban aliviando la congestión de la manera que él esperaba, pero su respuesta al problema no fue invertir en el transporte público, sino construir aún más carreteras, en un vasto programa que expandiría o crearía nuevamente 200 millas de carreteras, incluyendo puentes adicionales, como el Puente Throgs Neck y el Puente Verrazano Narrows.
J. J. Leeming, un ingeniero de tráfico británico y inspector de condado entre 1924 y 1964, describió el fenómeno en su libro de 1969, Accidentes de carretera: ¿Prevenir o castigar ?:
Las autopistas y los desvíos generan tráfico, es decir, producen tráfico adicional, en parte al inducir a las personas a viajar que de otro modo no lo hubieran hecho al hacer la nueva ruta más conveniente que la anterior, en parte por personas que salen de su ruta directa para disfrutar del mayor conveniencia de la nueva carretera, y en parte por personas que usan las ciudades pasadas por alto porque son más convenientes para las compras y las visitas cuando se ha eliminado el tráfico

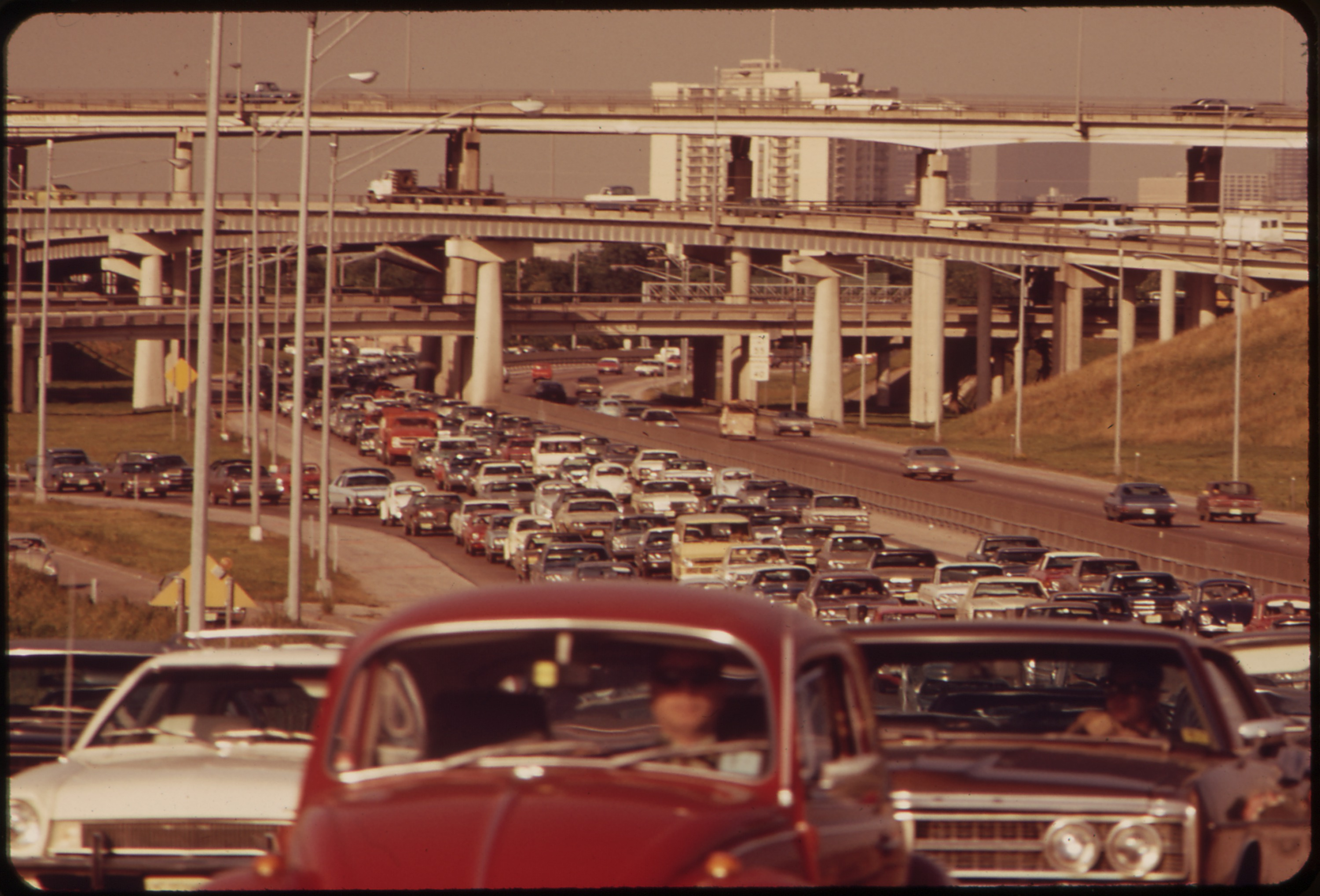
Congestión vehicular en una autopista a inicios de los 70s en Houston, Texas.

Leeming pasó a dar un ejemplo del efecto observado después de la apertura de la sección Doncaster Bypass de la A1 (M) en 1961. En 1998, Donald Chen citó al ministro británico de Transporte diciendo que "el hecho es que no podemos abordar nuestro problema de tráfico mediante la construcción de más carreteras ".
Un aforismo entre algunos ingenieros de tráfico es "Intentar curar congestión de tráfico añadiendo más la capacidad es como intentar curar la obesidad aflojando el cinturón."

### Transporte y planificación del transporte
Aunque los planificadores toman en cuenta el futuro crecimiento del tráfico cuando planean nuevas carreteras (esto a menudo es una justificación aparentemente razonable para nuevas carreteras en sí misma, el crecimiento del tráfico significará más capacidad vial), este crecimiento del tráfico se calcula a partir de aumentos en la propiedad actividad, y no toma en cuenta el tráfico inducido por la presencia de una nueva carretera; es decir, se supone que el tráfico crecerá, independientemente de si se construye una carretera o no.
En el Reino Unido, la idea de tráfico inducido fue utilizada como motivo de protestas contra la política gubernamental de construcción de carreteras en los años setenta, ochenta y principios de los noventa, hasta que el gobierno la aceptó como resultado de su propio Comité Asesor Permanente. en el estudio Trunk Road Assessment (SACTRA) de 1994. Sin embargo, a pesar del concepto de tráfico inducido que ahora se acepta, no siempre se tiene en cuenta en la planificación.

### Estudios
Una comparación de los datos de congestión de 1982 a 2011 del Texas A & M Transportation Institute demostró claramente que las carreteras adicionales redujeron la tasa de aumento de la congestión. Cuando los aumentos en la capacidad de la carretera se combinaron con el aumento de la demanda, se descubrió que el crecimiento en la congestión era mucho menor. Un metaanálisis de 1998 del Surface Transportation Policy Project, que utilizó datos del Instituto, declaró que "las áreas metropolitanas que invirtieron mucho en la expansión de la capacidad vial no aliviaron la congestión en comparación con las áreas metropolitanas que no lo hicieron".
Por otro lado, un estudio de Robert Cervero, profesor de planificación urbana y regional en la Universidad de California, Berkeley, encontró que "durante un período de seis a ocho años después de la expansión de la autopista, se preserva alrededor del veinte por ciento de la capacidad agregada y alrededor del ochenta por ciento se absorbe o elimina. La mitad de esta absorción se debe a factores externos, como el crecimiento de la población y el ingreso. La otra mitad se debe a los efectos de la demanda inducida, mayormente a velocidades más altas pero también a un aumento en las actividades de construcción. Esto representa experiencias en California de 1980 a 1994. No se sabe si son ciertas en otros lugares ".

## Demanda reducida (el efecto inverso)

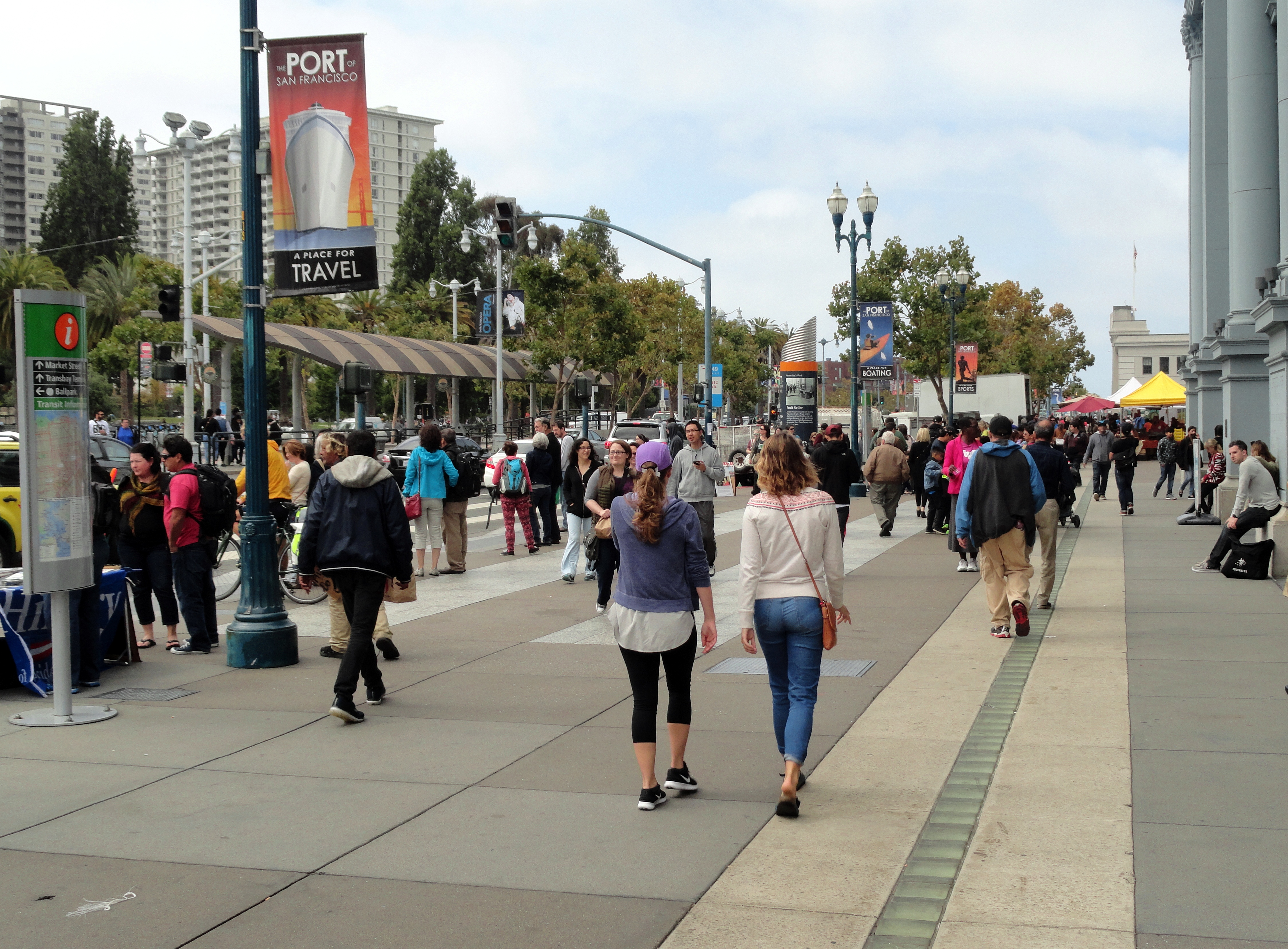
El Embarcadero de San Francisco en la actualidad. Siendo un amplio bulevar con vías del Ferrocarril Municipal de San Francisco, a diferencia de años anteriores donde existía la autopista elevada Embarcadero de dos pisos.

Así como el aumento de la capacidad de la carretera reduce el costo del viaje y, por lo tanto, aumenta la demanda, también ocurre lo contrario: la disminución de la capacidad de la carretera aumenta el costo del viaje, por lo que la demanda se reduce. Esta observación, para la cual hay mucha evidencia empírica, se ha denominado tráfico que desaparece, también evaporación del tráfico o supresión del tráfico, o, más generalmente, demanda disuadida. Por lo tanto, el cierre de una carretera o la reducción de su capacidad (por ejemplo, reducir el número de carriles disponibles) dará como resultado el ajuste del comportamiento del viajero para compensarlo; por ejemplo, las personas pueden dejar de hacer viajes particulares, condensar múltiples viajes en uno, cambiar el horario de sus viajes uno menos congestionado, o cambiar al transporte público, el uso compartido, caminar, andar en bicicleta o vehículos motorizados más pequeños menos afectados por las reducciones de carriles, como motocicletas, dependiendo del valor de esos viajes o de la demora que experimenten.

### Estudios
En 1994, el comité asesor del Reino Unido, SACTRA, llevó a cabo una importante revisión del efecto del aumento de la capacidad vial e informó que la evidencia sugería que tales aumentos a menudo daban como resultado aumentos sustanciales en el volumen del tráfico. Después de esto, London Transport y el Departamento de Medio Ambiente, Transporte y Regiones encargaron un estudio para ver si también ocurría lo contrario, es decir, que cuando se redujera la capacidad de la carretera, habría una reducción en el tráfico. Este estudio de seguimiento fue llevado a cabo por Sally Cairns, Carmen Hass-Klau y Phil Goodwin, con un anexo de Ryuichi Kitamura, Toshiyuki Yamamoto y Satoshi Fujii, y publicado como libro en 1998. Un tercer estudio fue llevado a cabo por Sally Mojones, Steve Atkins y Phil Goodwin, y publicado en la revista Ingeniero Municipal en 2002.
Tomando los resultados como un todo, hubo una reducción promedio del 41% de los flujos de tráfico en las carreteras cuya capacidad se había reducido, de las cuales algo menos de la mitad podría detectarse al reaparecer en rutas alternativas. Por lo tanto, en promedio, alrededor del 25% del tráfico desapareció. El análisis de las encuestas y el conteo de tráfico indicaron que la desaparición se debió a entre 15 y 20 respuestas de comportamiento diferentes, incluido el cambio a otros modos de transporte, el cambio a otros destinos, la reducción de la frecuencia de los viajes y el uso compartido de automóviles. Hubo una gran variación en torno a estos resultados promedio, con los mayores efectos observados en la peatonalización a gran escala en los centros urbanos alemanes, y el más pequeño visto en cierres temporales a pequeña escala con buenas rutas alternativas y pequeñas reducciones en la capacidad en calles no congestionadas. En algunos casos, en realidad hubo un aumento en el volumen del tráfico, especialmente en las ciudades que habían cerrado algunas carreteras del centro de la ciudad al mismo tiempo que se abría una nueva circunvalación.
Cairns concluyó que:

... los hallazgos refuerzan la conclusión general del estudio original, es decir, que los esquemas bien diseñados y bien implementados para reasignar el espacio de carreteras lejos del tráfico general pueden ayudar a mejorar las condiciones para peatones, ciclistas o usuarios de transporte público, sin aumentar significativamente la congestión u otros problemas relacionados.

La Unión Europea produjo un texto titulado "Reclamando las calles de ciudad para las personas" que presenta casos de estudio y metodologías para evaporación de tráfico en áreas urbanas.